# 愛宕権現社 (所沢市)
愛宕権現社（あたごごんげんしゃ）は、埼玉県所沢市緑町にある神社。中氷川神社の奉仕社であり、宗教法人ではない。

## 祭神
- 愛宕大権現

## 由緒
- もとは1729年（享保14年）2月、旧大字上新井字丁中道1795･1798番地に所在した、通称:愛宕山の守護神として（または縁起によれば"地蔵影の露仏神として"[3]）、同大字上新井の寺院、普門院の檀徒により創建された。
- 1959年（昭和34年） - 日本住宅公団の新都市計画による区画整理のため、現在地に移転。

## 境内
当神社の境内にある石灯籠のうち1基は、もとは芝増上寺の徳川家霊廟にあったものである。所沢市内の寺社などに移設された計約120基の石灯籠のうち、徳川第7代将軍家継（有章院）の霊廟に献上された信濃飯田藩の堀親庸のものとされている。

## 祭事
- 元旦祭 - 1月1日
- 初詣 - 1月1日～3日
- 節分祭 - 2月3日
- 春季例祭 - 4月29日（昭和の日）
- 大祭 - 8月10日
- 七五三祭 - 11月（2022年11月12･13日、2020年11月14･15日、2019年11月9･10日、2018年11月10･11日）